# Teoría del calor
En la historia de ciencia, la teoría del calor o la teoría mecánica del calor fue una teoría, introducida en 1798 por Sir Benjamin Thompson (a veces más conocido como conde de Rumford), y desarrollada más exhaustivamente en 1824 por el físico francés Sadi Carnot, en tal teoría el calor y el trabajo mecánico son equivalentes.
De modo que la teoría se encuentra relacionada al equivalente mecánico de calor.. En el siglo XIX, con la introducción de la segunda ley de la termodinámica en 1850 por Rudolf Clausius, esta teoría evolucionó hasta ser parte de la ciencia llamada termodinámica.  En 1851, en su "En la Teoría Dinámica de Calor", William Thomson perfiló a esta teoría cuando, basado en experimentos para entonces recientes como aquellos realizados por James Joule, en los que se demostraba que el “calor no es una sustancia, sino una forma dinámica de efecto mecánico,  percibimos que  tiene que haber una equivalencia entre calor y trabajo mecánicos, cuando entre causa y efecto.”
En los años siguientes, la frase la "teoría dinámica de calentar" evolucionó paulatinamente hasta constituirse como la entonces ciencia nueva llamada desde entonces termodinámica. En 1876, por ejemplo, el ingeniero civil estadounidense Richard Sears McCulloh, en su Treatise en la Teoría Mecánica de Calor, declaró que: “la teoría mecánica de calor, a veces llamada termodinámica, es aquella rama de la ciencia qué trata de los fenómenos de calentamiento como efectos de movimiento y posición.”
La teoría en fue utilizada durante el siglo XIX para describir un número de leyes, relaciones, y fenómenos experimentales en relación con el calor; tales como la termometría, la combustión, el calor concreto, y discusiones atinentes a la cantidad de calor liberado o absorbido durante la expansión o compresión de un gas, etc.  Una de las publicaciones más famosas, en este tema fue la editada por el físico escocés James Clerk Maxwell en el año 1871 llamada Teoría del calor libro que como su nombre sugiere está dedicado al  calor como fenómeno de la Física, en tal obra se  introdujeron, entre otras cuestiones,  al luego llamado demonio de Maxwell para explicar a la energía y a la disipación de la energía (véase también entropía).  Otro rol importante le cupo en 1850, como precedente, al físico y matemático alemán Rudolf Clausius con sus artículos llamados en español «El poder y motivo del calor, y  las Leyes cuáles pueden ser deducidas de él » en tal texto Clausius afirma la teoría energética del calor y de este modo es que el concepto de entropía empezó a tomar su debida importancia.
La teoría “de plazo de calor”, siendo asociada con cualquier movimiento vibratorio o de energía fue a partir de entonces generalmente utilizada en contraste a la sustancialista teoría calórica también llamada teoría del calórico o flogisto en la cual se consideraba al calor como fluido o un weightless gaseoso capaz de moverse entre  y fuera de los  "poros"  de los objetos sólidos y encontrarse entre los átomos. Aun así, tanto estos puntos de vista la teoría del calor propuesta por Rumford, Sadi-Carnot, Joule, Clausius, es de hecho compatible bajo el principio de conservación de energía y se comprueba al corresponder científicamente con primera ley de la termodinámica.
En la perspectiva actual, la equivalencia formal de calor y vibraciones mecánicas (o movimientos) no significa que sean cosas físicamente idénticas. La diferencia fundamental de estos dos conceptos queda demostrada particular y claramente en la espectroscopía ya que mientras las líneas espectrales agudas son normalmente asociadas con vibraciones mecánicas, los espectros de calor resultan un "espectro" a veces aleatorio (principalmente infrarrojo) con alguna función de distribución ( tal como ocurre en otros casos con el ruido blanco  etc).

## Nota
1. ↑  Hasta esas épocas se creía que el fuego era un "elemento" y que el calor era una sustancia llamada «flogisto» o «calórico».